# A Boy Named Sue
A Boy Named Sue – utwór country autorstwa Shela Silversteina, jeden z największych przebojów Johnny’ego Casha. Utwór ten został po raz pierwszy publicznie zagrany przez Casha w czasie koncertu w Więzieniu Stanowym San Quentin, uwiecznionego na albumie At San Quentin, uznawanym za jeden z najlepszych albumów nagranych na żywo; w czasie koncertu nagrano także film dokumentalny. Album At San Quentin, na którym pojawił się ten utwór, dotarł do pierwszego miejsca amerykańskiej listy przebojów country i do drugiego miejsca na liście albumów „pop”.
At San Quentin był kolejnym live albumem nagranym w więzieniu, po komercyjnym i popularnym sukcesie albumu At Folsom Prison nagranego w 1968. Premierowym utworem na tej płycie był właśnie A Boy Named Sue. Piosenka opowiada o trudnym życiu chłopca z kobiecym imieniem, porzuconym przez ojca, który przez całe życie czuje się zawstydzony z powodu swojego imienia i z tego powodu ciągle wdaje się w niezliczone bójki. Już jako dorosły mężczyzna „Sue” przypadkowo spotyka się ze swoim ojcem i natychmiast rozpoczyna z nim następną bójkę, tym razem w ramach zemsty za to jakie otrzymał imię. Ostatecznie ojciec „Sue” wyjaśnia mu, że dał mu takie imię, gdyż wiedział, że nie będzie on dobrym ojcem i chciał aby jego syn wyrósł na „twardziela”, który potrafi stawić czoło przeciwnościom losu i niczego się nie obawia. „Sue” i ojciec rzucają się sobie w ramiona, ale główny protagonista utworu, pomimo że, jak twierdzi, rozumie postępowanie i tok myślenia ojca to stwierdza, że jeżeli jemu się kiedyś urodzi syn, to nada mu jednak tradycyjne, męskie imię.
Cały utwór jest raczej melodeklamacją niż tradycyjną piosenką, słowa utworu używają dość rzadko spotykanego schematu rymu – AAC, BBC.